# Jacob Friedrich Behrend
Jacob Friedrich Behrend (* 13. September 1833 in Berlin; † 9. Januar 1907 in Berlin; auch Jakob Friedrich Behrend, Jacob Behrend, Jakob Behrend) war ein deutscher Jurist und Verfasser mehrerer juristischer Standardwerke.

## Leben
Behrend wurde als Sohn des Mediziners und späteren Geheimen Sanitätsrats Friedrich Jacob Behrend in Berlin geboren. Er studierte in Berlin Rechtswissenschaften. 1859 wurde er Gerichtsassessor. Da er jedoch mehr an einer Universitätslaufbahn interessiert war, habilitierte er sich 1864 und wurde Privatdozent an der Universität in Berlin.
Bereits seine ersten Veröffentlichungen machten ihn im Kreise seiner Fachkollegen bekannt. In „Magdeburger Fragen“ (1865) setzt sich Behrend kritisch mit den Manuskripten gleichen Namens auseinander, die ihren Ursprung in der Zeit zwischen 1386 und 1402 haben und sich mit dem Schöffenrecht befassen. 1868 erschien sein zweites Werk, „Ein Stendaler Urteilsbuch aus dem 14. Jahrhundert“. Es enthält 31 vorher noch nie veröffentlichte und von Behrend erschöpfend kommentierte Entscheidungen des Magdeburger Schöffenstuhls. In juristischen Gelehrtenkreisen wurde dieses Werk als beispielhaftes Modell für Arbeiten dieser Art aufgenommen.
1870 wurde Behrend außerordentlicher Professor in Berlin. In den nächsten Jahren war er Chefredakteur der „Zeitschrift für die Deutsche Gesetzgebung und für Einheitliches Deutsches Recht“ (seit 1875 „Zeitschrift für Gesetzgebung und Rechtspflege in Preussen“). Zu den Mitarbeitern zählte zeitweilig (1873) auch Felix Dahn. Während dieser Zeit erschienen bedeutende Beiträge Behrends auch in anderen Veröffentlichungen, so 1873 seine Abhandlung „Ein Gutachten über die Aktiengesellschaften“ in Leipzig. Im selben Jahr folgte Behrend einem Ruf der Greifswalder Universität als ordentlicher Professor der Jurisprudenz.
1874 erschien in Berlin sein vielleicht bedeutendster Beitrag zur juristischen Fachliteratur: „Lex Salica, Nebst den Capitularien zur Lex Salica, Bearbeitet von Alf. Boretius“. Behrend widmete sich der kritischen Herausgabe dieser Gesetzessammlung der frühen Franken mit aller wissenschaftlichen Gründlichkeit, und so kam es 1897 in Weimar zu einer überarbeiteten und erweiterten Ausgabe.
1880 begann Behrend das auf zwei Bände konzipierte „Lehrbuch des Handelsrechts“ zu veröffentlichen, zunächst mit einer ersten Lieferung von 192 Seiten. Da es bisher kein Werk gab, welches das gesamte deutsche Handelsrecht umfasste, wurde es ein langwieriges Projekt. Allein der erste Band umfasste fast 1.000 Seiten und wurde im Laufe von 16 Jahren in sechs Teilen herausgegeben.
1888 wurde Behrend als Reichsgerichtsrat an das damalige oberste Gericht des Deutschen Reiches in Leipzig berufen. Das ist insofern bemerkenswert, da jüdischen Bürgern der Aufstieg in höhere Staatsämter im Kaiserreich verwehrt war. So blieb er auch lange ein Einzelfall am Reichsgericht.
Mit dem Eintritt in den Ruhestand 1900 wurde ihm der Rote Adlerorden II. Klasse mit Eichenlaub verliehen.